# Andreas Steinhöfel
Pour les articles homonymes, voir Steinhöfel.
Andreas Steinhöfel, né le 14 janvier 1962 à Battenberg (Hesse), est un auteur allemand  de livres pour enfants et pour jeunes adultes, également traducteur.

## Biographie
Andreas Steinhöfel grandit avec ses deux frères dans la petite ville de Biedenkopf, au centre de la Hesse. Il commence des études de biologie et d'anglais avant de s'orienter dans les études des médias à l'université de Marburg. Après avoir obtenu son diplôme en 1991, son premier livre Dirk und ich (de) est publié.
Un de ses livres les plus réputés est Paul Vier und die Schröders (1992), devenu l'une des lectures standard dans les écoles allemandes. L'adaptation cinématographique du livre a remporté le Deutscher Kinderfilmpreis en 1995. Son roman Die Mitte der Welt (de) est particulièrement populaire parmi les adolescents, et a été nommé pour le Deutscher Jugendliteraturpreis 1999, ainsi que la suite Dirk Defender – Geschichten aus der Mitte der Welt. Die Mitte der Welt a paru en français sous le titre Le Milieu du Monde en novembre 2018 aux Éditions Aleph.
Steinhöfel vit et travaille en Hesse et a été le cohabitant du DJ de la culture techno Gianni Vitiello (de) jusqu'à la mort de ce dernier, en décembre 2009.
Il est lauréat du Deutscher Jugendliteraturpreis 2013 pour l'ensemble de son œuvre.
Il est l'auteur sélectionné pour représenter son pays, l'Allemagne, pour le prix Hans-Christian-Andersen 2022, dans la catégorie Écriture.
En 2024, il est sélectionné pour la quatrième année d'affilée pour le prix international suédois, le prix commémoratif Astrid-Lindgren.

## Œuvre
- Dirk und ich, Carlsen Verlag, Hambourg, 1991
- Paul Vier und die Schröders, Carlsen Verlag, Hambourg, 1992
- Trügerische Stille (titre alternatif : Glatte Fläche), Carlsen Verlag, Hambourg, 1993
- Glitzerkatze und Stinkmaus, Carlsen Verlag, Hambourg, 1994
- Beschützer der Diebe, Carlsen Verlag, Hambourg, 1994
- Es ist ein Elch entsprungen, Carlsen Verlag, Hambourg, 1995
- 1:0 für Sven und Renan, dtv, München, 1995
- O Patria Mia, Carlsen Verlag, Hambourg, 1996
- Herr Purps, die Klassenmaus, ars edition, München, 1996
- Die Honigkuckuckskinder, dtv, München 1996
- Die Mitte der Welt, Carlsen Verlag, Hambourg, 1998 (traduit en anglais : The Center of the World (en) ; traduit en français : Le Milieu du Monde)
- David Tage, Mona Nächte (avec Anja Tuckermann), Carlsen Verlag, Hambourg, 1999
- Wo bist du nur?, Carlsen Verlag, Hambourg, 2000
- Defender – Geschichten aus der Mitte der Welt (histoires courtes), Carlsen Verlag, Hambourg, 2001
- Der mechanische Prinz, Carlsen Verlag, Hambourg, 2003
- Froschmaul, Kurzgeschichtensammlung;, Carlsen Verlag, Hambourg, 2006
- Rico, Oskar und die Tieferschatten, Carlsen Verlag, Hambourg, 2008
- Rico, Oskar und das Herzgebreche, Carlsen Verlag, Hambourg, 2009
- Rico, Oskar und der Diebstahlstein, Carlsen Verlag, Hambourg, 2011
- Glücksstadt, Aladin Verlag, Hambourg, 2013
- Anders, Königskinder Verlag, Hambourg, 2014  (ISBN 978-3-551-56006-3)
- Wenn mein Mond deine Sonne wäre (livre avec CD, illustré par Nele Palmtag), Carlsen, Hambourg, 2015  (ISBN 978-3-551-27136-5)

## Prix et distinctions
- (international) « Liste d'honneur » 2000 catégorie Écriture, de l'Union internationale pour les livres de jeunesse[4] pour Die Mitte der Welt (Le Milieu du Monde)

En 2009, Andreas Steinhöfel a reçu le prix Erich Kästner (de) de littérature. La même année, son livre Rico, Oskar und die Tieferschatten a reçu le Prix littéraire allemand pour la jeunesse (Deutscher Jugendliteraturpreis), le Prix catholique de la littérature pour l'enfance et la jeunesse (Katholischer Kinder- und Jugendbuchpreis (de)) et le Lesekünstler 2009.
- (international) « Liste d'honneur » 2010 catégorie Écriture, de l'Union internationale pour les livres de jeunesse[5] pour Rico, Oskar und die Tieferschatten

- Deutscher Jugendliteraturpreis 2013 pour l'ensemble de son œuvre[1]
- Sélection pour le Prix Hans-Christian-Andersen 2022, dans la catégorie Écriture[2]
- Sélection pour le Prix commémoratif Astrid-Lindgren de 2021 à 2024[3]

## Sources
- (de) Cet article est partiellement ou en totalité issu de l’article de Wikipédia en allemand intitulé « Andreas Steinhöfel » (voir la liste des auteurs).